# 米克尔·阿尔特塔
米克尔·阿尔特塔·阿马特里亚因，OYC（1982年3月26日—），是一名西班牙足球教練、已退役職業足球員，司職中場，現任英格蘭超級足球聯賽球會阿森纳的主教練。
阿迪達於西班牙圣塞瓦斯蒂安出生，能出任進攻中場和防守中場，初出道時主要為球隊的組織核心。他是巴塞隆拿的青訓球員，但從未曾代表一隊上陣。2001年，阿迪達外借加盟法國甲組足球聯賽球隊巴黎聖日耳門。2002年，他轉會至格拉斯哥流浪，當季便贏得蘇格蘭超級足球聯賽和蘇格蘭聯賽盃冠軍。在短暫效力皇家蘇斯達後，阿迪達於2006年外借加盟埃弗顿，其後被球會買斷。2011年，他轉會至阿森纳，贏得2次英格蘭足總盃冠軍。2014年，阿迪達成為球隊隊長，直至於2年後退役。於國家隊方面，雖然阿迪達曾為西班牙青年國家隊上陣，但從未曾代表成年隊上陣。於退役後，他加入曼城教練團隊，成為的助教。2019年，阿迪達返回阿仙奴擔任領隊，於首季即贏得英格蘭足總盃冠軍。

## 球會生涯

### 早期生涯
阿迪達出生於西班牙巴斯克自治區吉普斯夸省的聖塞瓦斯蒂安，於安提瓜科開始其職業生涯，他和好友阿朗素在每個週末參加球隊的比賽。二人於聖塞瓦斯蒂安的沙灘上踢足球，並夢想為皇家蘇斯達效力。
阿迪達在15歲時轉投，而阿朗素則加入皇家蘇斯達的青年隊。阿迪達雖然有潛力，但未能為一隊上陣，結果他於2000年12月被外借法國甲組足球聯賽球會巴黎聖日耳門。效力的1年半期間，時任領隊把阿迪達用作球隊的組織核心，他於2000–01年歐洲冠軍聯賽分組賽中首次代表球隊上陣。於外借期完結後，巴黎聖日耳門希望把阿迪達留在球隊，合約中亦設有優先買斷條款，但蘇格蘭超級足球聯賽球隊格拉斯哥流浪的出價更佳，阿迪達於2001-02賽季後便轉會至格拉斯哥流浪。

### 格拉斯哥流浪
2002年3月，阿迪達以600萬鎊的價錢轉會至格拉斯哥流浪。他很快成為球隊的主力，於首次上陣即取得入球，亦於2002-03賽季聯賽煞科戰的比賽末段攻入一球，助球隊以1球得失球差贏得聯賽冠軍，其後更成為三冠王（蘇格蘭超級足球聯賽、蘇格蘭足總盃和蘇格蘭聯賽盃），但阿迪達因傷未能上陣2003年蘇格蘭足總盃決賽。
次季，阿迪達於開季時表現出色，於首6場比賽攻入6球。球隊成功晉級至欧洲冠军联赛分組賽，但未能出線。在效力2年後，阿迪達離開格拉斯哥流浪，返回西班牙，他表示「蘇格蘭的足球很困難，亦非常體力化。人們會不斷批評，我需不停地改善。我認為效力期間令我提升至英超所需的水準。」

### 皇家蘇斯達
2004年，阿迪達以520萬歐元的價錢轉會至西班牙甲組足球聯賽球隊皇家蘇斯達。原以為能與阿朗素同場上陣，但阿朗素離隊至利物浦，而阿迪達亦難以成為一隊的正選。效力半季期間，他只是正選上陣了3場聯賽比賽。

### 愛華頓

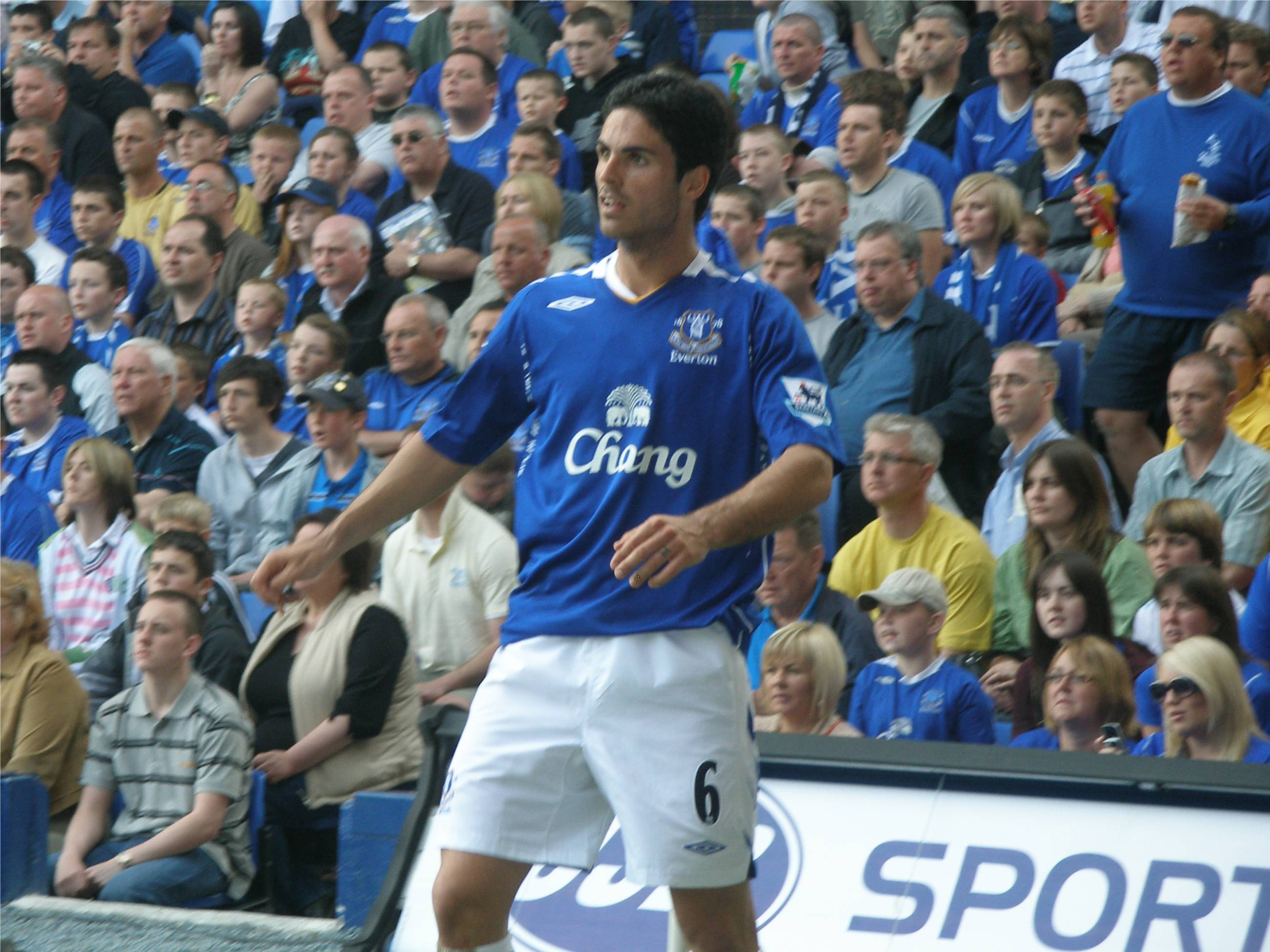
2007年效力愛華頓時的阿迪達

2005年，時任愛華頓領隊大衛·莫耶斯借用他，代替轉會至皇家馬德里的丹麥中場。阿迪達助球隊以聯賽第四名完成球季，晉身來季欧洲冠军联赛外圍賽，但愛華頓於外圍賽第三圈被比利亞雷阿爾淘汰出局。阿迪達於對陣水晶宮時攻入首球，助球隊以4比0大勝。2005年7月，愛華頓宣佈以200萬鎊的轉會費簽下阿迪達，簽約5年。
2005-06賽季，阿迪達贏得球迷和球員選擇的球隊最佳球員獎，其好表現亦延續至次季，除了成為球隊的正選，他亦時常拿得全場最佳球員。整季，他在35場比賽中取得9個聯賽入球，並連續第二年獲選為球隊的最佳球員。此外，在天空體育舉行的投票中，阿迪達更力壓曼聯翼鋒，選為英超最佳中場。
阿迪達在場上的創造力成為球隊重要的進攻方法，於2006-07賽季半季攻入6球，助球隊打進欧足联欧洲联赛，在ACTIM排行榜中，他於英超所有球員中排名第6，但仍未獲西班牙國家足球隊徵召。2007年夏天，他續下5年的新合約。

### 阿仙奴
2011年8月31日，阿迪達以1,000萬英鎊轉會費轉投另一英超球會阿仙奴，簽約4年，並披上遺下的8號球衣，被外界視為頂替的中場指揮官人選。
阿迪達加盟阿仙奴後，旋即成為球隊的核心人物。他首次亮相於9月10日主場迎戰史雲斯的賽事。他的處子入球是作客4:3負於布力般流浪。其後對陣西布朗和韋根都遠射得手。
在3月24日，他的生日前夕，他以一記35碼美妙自由球為自己生日預先慶祝，最後球隊以3:0擊敗阿士東維拉。
阿迪達在阿仙奴的首個賽季，已成為球隊不可缺少一員，在首季，他為球隊在各項賽事上陣38場，射入6個入球，交出3個助攻。
2012-13球季
阿仙奴隊長雲佩斯轉投曼聯，阿仙奴宣佈華美倫擔任新隊長，而阿迪達只是加入阿仙奴一年左右已經擔任副隊長，可見其重要性。而防守中場亦轉投巴塞隆拿足球俱樂部，使領隊雲加直接將阿迪達推至防守中場的位置。
本賽季首個入球是10月對陣QPR，雲佩斯的離開，使阿迪達成為球隊的12碼劊子手，這賽季他主射6個12碼，其中射入5球，宴客的是11月主場對陣富咸時在補時最後一分鐘獲得的爭議性十二碼，操刀卻被救出，使球隊被3:3逼和。在首季，他為球隊在各項賽事上陣43場，射入6個入球，交出6個助攻。
本賽季阿迪達要重新適應位置，由從前較為著重進攻的位置改為組織及聯繫防線為主的防守中場，而阿迪達則憑著他出色的閱讀球賽能力、攔截能力和調整比賽節奏能力等在新位置上發揮作用。
2016年5月14日，阿森纳領隊温格在記者會上宣布，阿迪達與兩名隊友罗西基和弗拉米尼將會在季尾約滿離隊，阿迪達隨即宣布在離隊後便退役。繼2006年的博格坎普後，再次有球員於阿仙奴退役。

## 比賽風格
阿特塔在球場上頭腦清晰，善於控制比賽節奏，防守勤勉，處理球選擇合理。攻防兼備的他可以勝任中場任何一個位置，屬於功能全面球風低調，時刻能對球隊提供實在支持的實力派球員。

## 國家隊
阿迪達曾代表西班牙21歲以下國家隊上陣過7次，並攻入1球。然而，西班牙國家隊實在人才輩出，令阿迪達至令仍未成為大國腳。正因如此，出生在西班牙的阿迪達便有可能透過國際足協的五年居留條例，於短期內取得效力英格蘭國家隊的資格。

## 執教生涯
2019/20
2020年8月1日，阿仙奴繼2017年後再度高舉獎盃，歷史性第14次英格蘭足總盃封王，同時取得來季歐足總歐洲聯賽分組賽的資格，連續24個球季出戰歐洲賽，亦是主帥阿特塔執教生涯首項重要錦標。
2022/23
2023年5月28日，主帥阿特塔帶領阿仙奴重返時隔7年歐洲冠軍聯賽。

## 榮譽

### 球會
巴黎聖日耳門
- 歐洲足協圖圖盃冠軍：2001

 格拉斯哥流浪
- 蘇格蘭超級足球聯賽冠軍：2002–03
- 蘇格蘭聯賽盃冠軍：2003

 阿仙奴
- 英格蘭足總盃冠軍：2013–14、2014–15
- 英格蘭社區盾冠軍：2014、2015

### 國家隊
西班牙U17
- 歐洲U-17足球錦標賽冠軍：1999

### 總教練生涯
阿仙奴
- 英格蘭足總盃冠軍：2019–20[25]
- 英格蘭社區盾冠軍：2020[26]、2023[27]

个人奖项
- 英格兰足球超级联赛月度最佳主教练

2021年9月,2022年3月,2022年8月，2022年11月／12月，2023年1月，2023年3月，2024年2月

### 勳章
- 天主教伊莎貝拉皇家勳章（英语：Order of Isabella the Catholic）軍官十字級：2024年[28]

## 外部連結
- 足球数据库：阿特塔的球员统计数据
- 阿迪達個人資料 at 4thegame.com

| 體育角色 | 體育角色                          | 體育角色    |
| -------- | --------------------------------- | ----------- |
| 前任：   | 隊長 2014年-2016年                | 繼任：      |
| 前任：   | 阿森纳總教練 2019年12月20日－至今 | 繼任： 現任 |